# خشم (فیلم ژاپنی ۲۰۱۶)
خشم (به ژاپنی: 怒り) یک فیلم سینمایی ژاپنی محصول سال ۲۰۱۶ در ژانر فیلم معمایی و دلهره‌آور به نویسندگی و کارگردانی لی سونگ-ایل و با بازی کن واتانابه است.

## داستان
یک پرونده قتل وحشتناک حل نشده، سه داستانِ به نظر غیرمرتبط از سه شهر مختلف ژاپن را به هم وصل می‌کند…